# Louis Nels

Nels im Jahr 1885 (Bildausschnitt)

Louis Nels (* 16. Dezember 1855 in Ober-Jentz, nähe Thionville; † 13. November 1910 in Neuerburg) war ein deutscher Verwaltungsjurist und Kolonialbeamter. 1890/91 war er Reichskommissar von Deutsch-Südwestafrika.
Nels besuchte das Lyzeum in Metz. Er trat als Jurist in den preußischen Staatsdienst ein und wurde 1885 nach Deutsch-Südwestafrika versetzt. Hier diente er unter Heinrich Ernst Göring in der deutschen Kolonialregierung. Nach dem Rücktritt von Göring 1890 übernahm er dessen Amt als Reichskommissar. Im Jahr darauf gab er den Posten an Curt von François ab.